# Sinagoga grande di Stoccolma

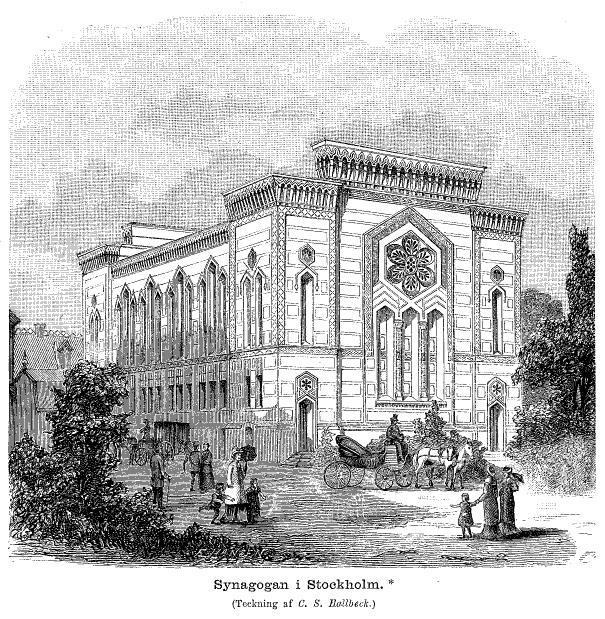
La sinagoga in una stampa del 1881.

La sinagoga grande di Stoccolma, costruita tra il 1867 e il 1870, è la più grande e importante sinagoga di Stoccolma e dell'intera Svezia.

## Storia
Nell'Ottocento la comunità ebraica di Stoccolma era in piena espansione. Si rendeva necessaria la costruzione di un più capiente luogo di culto.
L'architetto Fredrik Wilhelm Scholander presentò già nel 1862 il progetto di una sinagoga in stile neomoresco, secondo una moda che si stava diffondendo nella edificazione delle sinagoghe dell'epoca. La costruzione avvenne tra il 1867 e il 1870. La grande sala di preghiera ha una  capienza di 900 posti.
Alla neutrale Svezia furono risparmiate le distruzioni della seconda guerra mondiale e gli orrori dell'Olocausto. In quegli anni la sinagoga aprì le sue porte ai numerosissimi rifugiati.
Sul muro che conduce all'ingresso della sinagoga v'è un memoriale, inaugurato nel 1998 dal re Carlo XVI Gustavo di Svezia, che elenca i nomi di circa 8.500 vittime dell'Olocausto, familiari di ebrei residenti in Svezia. Il piccolo giardino di fronte è dedicato a Raoul Wallenberg, il diplomatico svedese che salvò la vita a decine di migliaia di ebrei a Budapest in Ungheria.
La sinagoga continua tutt'oggi la sua opera al servizio di una comunità locale di oltre 5.000 persone. L'edificio ospita anche una biblioteca specializzata (la Judiska biblioteket) ed è frequentemente sede di mostre ed eventi culturali.